# Luiza Handschuh
Luiza Handschuh – polska biochemik, profesor instytutu, zastępca dyrektora ds. naukowych (2022–2023) oraz dyrektor (od 2023) Instytutu Chemii Bioorganicznej PAN, gdzie kieruje  Pracownią Genomiki. Specjalizuje się w biologii molekularnej i biochemii.

## Życiorys
W 1998 r. ukończyła studia biologiczna Uniwersytecie im. Adama Mickiewicza.  Rozprawę doktorską obroniła w 2005 r. w Instytucie Chemii Bioorganicznej PAN. Stopień doktora habilitowanego nauk biologicznych uzyskała w 2022 r., także w IChB PAN, na podstawie pracy pt. Charakterystyka molekularna ostrej białaczki szpikowej z wykorzystaniem badań transkryptomicznych.
Od 2022 r. zastępca dyrektora IChB PAN ds. naukowych, a od 2023 r. dyrektor tego instytutu.
Odznaczona Krzyżem Kawalerskim Orderu Odrodzenia Polski (2020).